# Traditio Clavis
Traditio Clavis – w sztukach plastycznych przedstawienie Chrystusa przekazującego świętemu Piotrowi klucze.
Mozaika z tym przedstawieniem znajduje się m.in. w absydzie mauzoleum Konstancji w Rzymie (IV wiek). 